# 101号弗吉尼亚州州道
維吉尼亞州101號公路（英語：Virginia State Highway 101）是為美國維吉尼亞州的重要公路之一，位於Roanoke, 連接維吉尼亞州117號公路和美國國道11。全長5.1公里，完成於1969年。